# جک برنهام (بازیکن فوتبال)
جک برنهام (انگلیسی: Jack Burnham; ۱۱ ژانویهٔ ۱۸۹۶ – الگو:Death year (aged 77)) بازیکن فوتبال بود.
از باشگاه‌هایی که در آن بازی کرده‌است می‌توان به باشگاه فوتبال کویینز پارک رنجرز اشاره کرد.